# Brian Harradine
Richard William Brian Harradine (9 de enero de 1935 - 14 de abril de 2014) fue un político australiano que sirvió como un miembro independiente del Senado de Australia, de 1975 a 2005, en representación del estado de Tasmania. Fue el político federal independiente más veterano en la historia de Australia, y un Padre del Senado.

## Primeros años
Harradine nació en Quorn, Australia del Sur antes de trasladarse a Tasmania en 1959.

## Carrera
Harradine era un oficial de la Unión de Empleados Federados. Luego se desempeñó desde 1964 hasta 1976 como Secretario General de las Operaciones de Tasmania y del Consejo del Trabajo y miembro de la ejecutiva del Consejo Australiano de Sindicatos.

## Muerte
Harradine murió el 14 de abril de 2014 en su casa en Tasmania. Sufrió varios ataques antes de su muerte. Tenía 79 años de edad.
El primer ministro Tony Abbott ofreció a la familia de Harradine un funeral de Estado, que fue aceptada. El funeral se celebrará el 23 de abril de 2014 en la Catedral de Santa María en Hobart.